# Comuna Cervona Kameanka, Oleksandria
Cervona Kameanka (în ucraineană Червона Кам'янка) este o comună în raionul Oleksandria, regiunea Kirovohrad, Ucraina, formată din satele Cervona Kameanka (reședința), Ialînivka și Tavrivka.

## Demografie
Componența lingvistică a comunei Cervona Kameanka
     Ucraineană (95,96%)
     Rusă (2,85%)
     Alte limbi (0,78%)
Conform recensământului din 2001, majoritatea populației comunei Cervona Kameanka era vorbitoare de ucraineană (95,96%), existând în minoritate și vorbitori de rusă (2,85%).